# Jodie Cooper
Pour les articles homonymes, voir Cooper.
Jodie Cooper (née le 4 mai 1964 à Albany, en Australie occidentale) est une championne australienne de surf. Elle a remporté 13 épreuves internationales de surf, dont des titres en Australie, au Japon, à Hawaï et aux États-Unis continentaux, et a été finaliste à 13 autres reprises entre 1983 et 2002. Malgré ses succès, elle n'a jamais remporté le titre mondial féminin.
Cooper a débuté en amateur en 1981 et est devenue professionnelle en 1983, avec une deuxième place au Bells Beach Surf Classic à Victoria . À la fin de l’année suivante, elle était classée quatrième mondiale. Elle a remporté sa première victoire professionnelle à Huntington Beach en Californie au début 1985, et plus tard dans l'année, elle a remporté la Coupe du monde à Hawaï. Avec plusieurs deuxièmes et troisièmes places, elle a terminé l'année au deuxième rang mondial.
Elle a quitté le circuit mondial en 1994, et, après une blessure au dos, elle a pris sa retraite en 2002, après avoir gagné 148 685 $ US de prix, ce qui la plaçait au 11e rang des gains de tous les temps au surf à cette date.
Le Jodie Cooper Award (attribué pour la première fois en 1999) est décerné à la surfeuse d'Australie occidentale de l'année. Jodie Cooper a été nommée membre à vie de l'Association des professionnels du surf en 1994, et en 2001 elle a été intronisée au Western Australian Hall of Champions (en).
Elle a fait son coming out, devenant ainsi la première surfeuse ouvertement lesbienne du circuit mondial.